# OTR-23 Oka
OTR-23 Oka (tiếng Nga: OTP-23 «Ока»; đặt tên theo con sông Oka) là một tổ hợp tên lửa đường đạn chiến dịch chiến thuật cơ động (tiếng Nga: оперативно-тактический ракетный комплекс), do Liên Xô chế tạo vào cuối Chiến tranh Lạnh để thay thế tổ hợp SS-1C 'Scud B'. Mã định danh GRAU của tổ hợp này là 9K714, tên định danh NATO là SS-23 Spider. Việc đưa tổ hợp Oka vào trang bị đã tăng đáng kể sức mạnh hạt nhân chiến dịch chiến thuật của Liên Xô, do tầm bắn và độ chính xác của nó cho phép tổ hợp Oka không chỉ tấn công các mục tiêu cố định của NATO như sân bay, hệ thống hạt nhân và trung tâm chỉ huy mà còn tiêu diệt cả các mục tiêu cơ động. Thời gian phản ứng của tổ hợp Oka nhanh, từ trạng thái bình thường chuyển sang sẵn sàng bắn trong khoảng 5 phút, và tên lửa gần như không thể bị đánh chặn, do đó cho phép tên lửa xuyên thủng mọi lá chắn phòng thủ của đối phương.
Các thành phần chính của tổ hợp 9K714 là:
- Xe mang phóng tự hành PU 9P71 (tiếng Nga: cамоходная пусковая установка), dựa trên khung gầm xe BAZ-6944.
- Xe mang đạn – nạp đạn TZM 9T230 (tiếng Nga: транспортно-заряжающая машина) với một tên lửa dự phòng và có một cần cẩu thủy lực.
- Xe hậu cần TM 9T240 (tiếng Nga: транспортная машина), một xe ZIL-131 để vận chuyển một tên lửa (trong thùng vận chuyển 9Ya249) và một đầu đạn (trong thùng vận chuyển 9Ya251).

Quân đội Liên Xô khẳng định Oka chỉ có tầm bắn tối đa 250 dặm (400 km). Nhưng người Mỹ lại nói nó có tầm bắn lớn hơn nhiều. Năm 1987, Mikhail Gorbachev đề nghị với George Schultz rằng Liên Xô sẽ đơn phương loại bỏ tất cả các tổ hợp Oka, nếu Mỹ ngừng xây dựng lực lượng hạt nhân tầm gần ở châu Âu, mặc dù các tướng lĩnh quân đội Liên Xô rất ủng hộ Oka. Tuy nhiên Schultz không có thẩm quyền trong đề nghị này.
Đã nổ ra các cuộc tranh cái ngoại giao về tổ hợp vũ khí này vào tháng 4/1990 khi Liên Xô thông báo cho Mỹ biết, họ đã bí mật chuyển giao ít nhất 120 tên lửa cho các đồng minh trong khối Vác-xa-va là Tiệp Khắc, Đông Đức và Bulgaria trong thời gian diễn ra cuộc đàm phán Hiệp ước lực lượng hạt nhân tầm trung. Người Nga chỉ chuyển giao các tên lửa với đầu đạn thông thường.

## Biến thể tên lửa
- Tên lửa 9M714B trang bị đầu đạn hạt nhân AA-60 (9N63) và tầm bắn tối đa đạt 500 km.
- Tên lửa 9M714F trang bị đầu đạn nổ mạnh-phá mảnh nặng 450 kg và tầm bắn tối đa đạt 450 km.
- Tên lửa 9M714K trang bị đầu đạn cỡ nhỏ 9N74K nặng 715 kg và tầm bắn tối đa đạt 300 km.

Ngoài các đầu đạn trên, theo các báo cáo Oka còn có thể mạng đầu đạn hóa học.

## Quốc gia sử dụng
Liên Xô
 Đông Đức

 Bulgaria
 Tiệp Khắc
 Cộng hòa Séc
 Slovakia